# Polyommatus margaritae
Polyommatus margaritae är en fjärilsart som beskrevs av Arthur Francis Hemming 1929. Polyommatus margaritae ingår i släktet Polyommatus och familjen juvelvingar. Inga underarter finns listade i Catalogue of Life.